# V.90
|  | Sammenskrivningsforslag Artiklen V.90 er foreslået føjet ind i Modem. (Siden marts 2020) Diskutér forslaget |

V.90 er en kommunikationsprotokol, der bruges af analoge modemmer.
| Telekommunikation | Spire Denne artikel om telekommunikation er en spire som bør udbygges. Du er velkommen til at hjælpe Wikipedia ved at udvide den. |